# Fislisbach
Fislisbach est une commune suisse du canton d'Argovie, située dans le district de Baden.

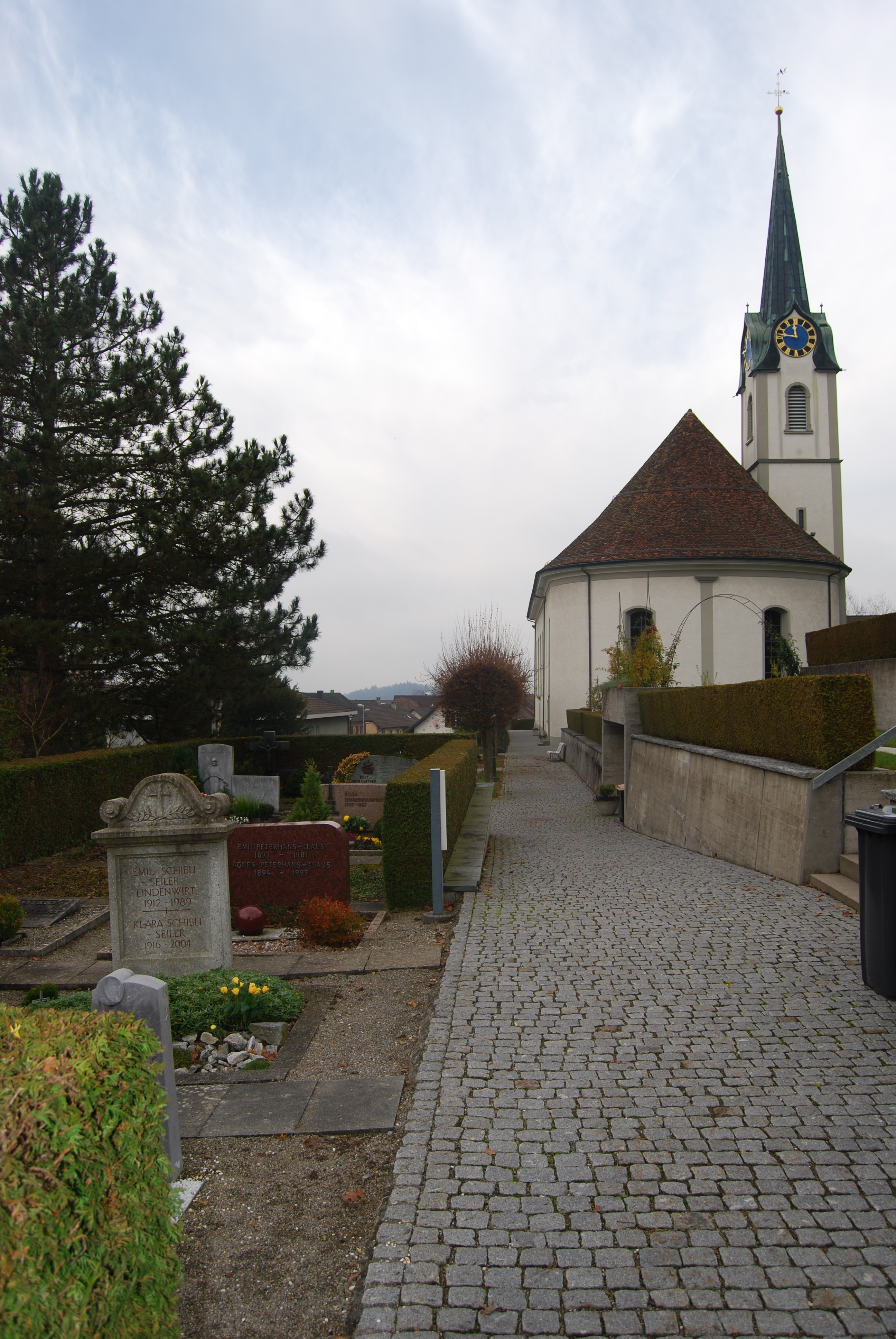
Église Sainte-Agathe.

Photo aérienne prise à 300 m par Walter Mittelholzer (1920)

## Monuments et curiosités
L'église paroissiale Sainte-Agathe à une nef en style néo-classique a été construite en 1828 par l'architecte Fidel Obrist. Elle contient des stucs de Johann Joseph Mosbrugger et de Michael Huttle.